# Pendžab (regija)
Pandžab ili Pendžab (Petorječje, pandž. ਪੰਜਾਬ, hindu पंजाब, urdu پنجاب, perz. پنجاب) je naziv za veliku povijesnu regiju koja se nalazi u Pakistanu i Indiji. Naziv je dobila prema perzijskoj riječi Panj-ab, što znači „pet voda“ (Zemlja pet rijeka). Navedenih „pet voda“ čine rijeke Jhelum, Chenab, Ravi, Sutlej i Beas, koje su pritoci rijeci Ind. Pandžab ima dugu povijest, odnosno bogato kulturno nasljeđe. Najvažnije odnosno najmnogoljudnije religije u Pandžabu su islam, sikhizam i hinduizam. Širi pojam regije naziva se „Veliki Pandžab“ i obuhvaća prostrane teritorije istočnog Pakistana i sjeverozapadne Indije. Pakistanski dio čini 80% regije, dok Indijski dio čini svega 20%. U izvornom smislu, Pandžab je obuhvaćao područje od regija Swat i Kabul na zapadu do pokrajine Delhi na istoku, koje obuhvaća dijelove Afganistana te dolinu rijeke Ganges.

## Galerija
- Badšahi Masjid, džamija iz mogulskog doba izgrađena u vrijeme zadnjeg mogulskog kralja Aurangzeba.
- Faiz Mahal, Khairpur u Pakistanu
- Zlatni hram u Amritsaru
- Memorijalni centar Jallianwala Bagh
- Širi pogled na memorijalni centar Jallianwala Bagh
- Phulkari (ručni rad) iz Pandžaba
- Željeznička postaja u Jalandharu
- Toranj sa satom na sveučilištu u Lahoreu
- Mauzolej šaha Rukn-e-Alama iz 1320. godine
- Vrtovi Šalimar
- Vrtovi Šalimar u Lahoreu
- Građevina Hiran Minar
- Mauzolej Ranjit Singha u Lahoreu
- Palača Noor Mahal u Bahawalpuru, današnji Pakistan
- Jhelum, jedna od brojnih rijeka u Pandžabu
- Stupa Mankiala
- Stara i jednostavna pandžabska kuća
- Vrata na pandžabskoj kući

## Vanjske poveznice
- Službena stranica indijske države Pandžab  Arhivirana inačica izvorne stranice od 21. prosinca 2010. (Wayback Machine)
- Službena stranica pakistanske pokrajine Pandžab  Arhivirana inačica izvorne stranice od 10. svibnja 2015. (Wayback Machine)
- Vijesti iz Pandžaba  Arhivirana inačica izvorne stranice od 7. srpnja 2019. (Wayback Machine)
- Prijevodi za pandžab, hindu i engleski jezik  Arhivirana inačica izvorne stranice od 22. listopada 2016. (Wayback Machine)
- The Genetic Heritage of the Earliest Settlers Persists Both in Indian Tribal and Caste Populations[neaktivna poveznica]
- Britannica enciklopedija:  Pandžab, pakistanska provincija
- Britannica enciklopedija: Pandžab, Indijska država
- PunjabOnline.com  Arhivirana inačica izvorne stranice od 14. studenoga 2009. (Wayback Machine)